# Il mondo di Patty - La vita è una festa
Il mondo di Patty - La vita è una festa è il terzo album de Il mondo di Patty, pubblicato in Italia il 12 febbraio 2010.
Si tratta della versione italiana del disco Patito Feo - La vida es una fiesta, uscito durante il 2008.

## Tracce

### Edizione argentina
1. Laura Esquivel - A volar
2. Brenda Asnicar - Nene bailemos
3. Brenda Asnicar - Diosa Única
4. Griselda Siciliani - Fruta preferida
5. Laura Esquivel - Cuando pienso en ti
6. Brenda Asnicar - Respeto
7. Nicolás Zuviria, Andrés Gil, Santiago Talledo, Brian Vainberg, Juan Manuel Guilera - Hip-Hop de la calle
8. Juan Darthés - Ella
9. Laura Esquivel - Màs
10. Laura Esquivel - Un beso para mi
11. Brenda Asnicar - Somos Las Divinas
12. Laura Esquivel - A volar (Karaoke)
13. Brenda Asnicar - Diosa Única (Karaoke)
14. Video presentación Patito Feo 2008 - A volar

### Edizione italiana
1. Laura Esquivel- A volar
2. Brenda Asnicar - Nene Bailemos
3. Brenda Asnicar - Diosa Única
4. Griselda Siciliani - Fruta Preferida
5. Laura Esquivel - Cuando Pienso en ti
6. Brenda Asnicar - Respeto
7. Nicolàs Zuviria, Brian Vainberg, Santiago Talledo, Juan Manuel Guilera e Andrés Gil - Hip-Hop de la calle
8. Juan Darthés - Ella
9. Laura Esquivel - Màs
10. Laura Esquivel - Un beso para mi
11. Brenda Asnicar - Somos las divinas
12. Laura Esquivel - A volar (Karaoke)
13. Brenda Asnicar -Diosa Única (Karaoke)

### Tracce fan edition
1. Laura Esquivel - A volar
2. Brenda Asnicar - Nene Bailemos
3. Brenda Asnicar - Diosa Unica
4. Griselda Siciliani - Fruta Preferida
5. Laura Esquivel- Cuando Pienso en ti
6. Brenda Asnicar - Respeto
7. Nicolàs Zuviria, Brian Vainberg, Santiago Talledo, Juan Manuel Guilera e Andrés Gil - Hip-Hop de la calle
8. Juan Darthés - Ella
9. Laura Esquivel- Mas
10. Laura Esquivel - Un beso para mi
11. Brenda Asnicar - somos las divinas
12. Karaoke - A volar
13. Karaoke -Diosa Unica
14. Laura Esquivel - Diosa Unica
15. Brenda Asnicar - Un beso para mi
16. Laura Esquivel - cuando pienso en ti (remix)
17. Laura Esquivel - un beso para mi (electro remix)
18. Laura Esquivel - Mas (dance remix)

1. ↑   Copia archiviata, su amprofon.com.mx. URL consultato il 27 agosto 2022 (archiviato dall'url originale il 7 novembre 2017).
2. ↑   slideshowes.com,  https://slideshowes.com/doc/1080160/el-top-10/.